# Artemis 4
Artemis 4 (offiziell Artemis IV) ist eine geplante Raumfahrtmission im Rahmen des Artemis-Programms der NASA. Sie soll die dritte bemannte Mission des Orion-Raumschiffs, die zweite Mondlandung im Rahmen des Artemis-Programms und der erste bemannte Besuch der Mond-Raumstation Lunar Orbital Platform-Gateway (LOP-G) werden. Ebenfalls wird mit Artemis 4 auch der Erststart der Block-1B-Version des SLS stattfinden. Neben der Mondlandung soll Artemis 4 auch zum Aufbau der Mond-Raumstation Lunar Orbital Platform-Gateway (LOP-G) dienen.
Der Start von Artemis 4 soll mit der Rakete Space Launch System (SLS) und einer vierköpfigen Besatzung, darunter zum ersten Mal ein Europäer, vom Kennedy Space Center erfolgen. Die Kapsel soll nach der Rückkehr im Pazifischen Ozean wassern.

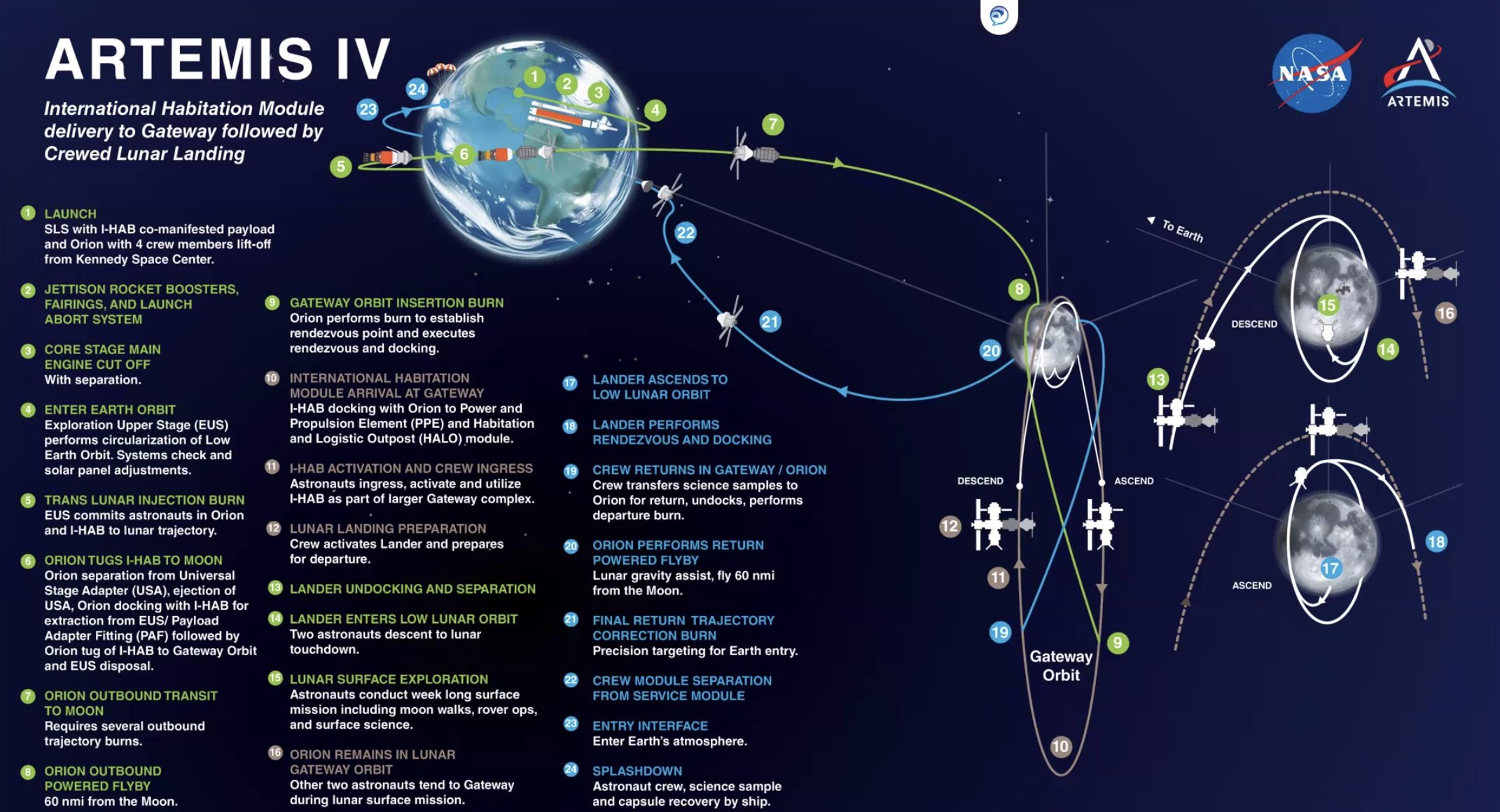
Missionsablauf der Artemis 4-Mission

## Planung
Durch die höhere Nutzlastkapazität der Block-1B-Variante können schwere Nutzlasten in den Weltraum transportiert werden. Deshalb wird zusätzlich zu dem Orion-Raumschiff das europäisch/japanische Modul I-HAB an das Lunar Orbital Platform-Gateway (LOP-G) angebracht werden. Die Mondlandung soll wie bereits bei Artemis 3 mit einer Starship-Mondlandefähre der Firma SpaceX stattfinden.